# Patrick Percin
Patrick Percin (ur. 18 grudnia 1976 w La Trinité) – martynikański piłkarz występujący na pozycji napastnika. Zawodnik klubu CS Bélimois.

## Kariera klubowa
Percin karierę rozpoczynał w 1997 roku w zespole Club Franciscain. Przez sześć lat gry dla tego klubu zdobył z nim pięć mistrzostw Martyniki (1999, 2000, 2001, 2002, 2003) oraz cztery Puchary Martyniki (1998, 2001, 2002, 2003). W 2003 roku przeszedł do francuskiego zespołu Amiens SC z Ligue 2. Spędził tam sezon 2003/2004, w ciągu którego rozegrał tam 16 spotkań.
W 2004 roku Percin wrócił do Club Franciscain. W 2005 roku wywalczył z nim dublet, czyli mistrzostwo i puchar Martyniki. W 2006 roku natomiast zdobył z klubem kolejne mistrzostwo Martyniki. W tym samym roku przeniósł się do drużyny AS Samaritaine. Spędził tam cztery lata, a w 2010 roku odszedł do CS Bélimois.

## Kariera reprezentacyjna
W reprezentacji Martyniki Percin zadebiutował w 1998 roku. W 2002 roku znalazł się w drużynie na Złoty Puchar CONCACAF. Zagrał na nim w meczach z Kostaryką (0:2), Trynidadem i Tobago (1:0, gol) i Kanadą (1:1, 5:6 w rzutach karnych), a Martynika odpadła z turnieju w ćwierćfinale.
W 2003 roku Percin ponownie został powołany do kadry na Złoty Puchar CONCACAF. Wystąpił na nim w spotkaniach ze Stanami Zjednoczonymi (0:2) i Salwadorem (0:1), a Martynika zakończyła turniej na fazie grupowej.
W drużynie narodowej Percin grał w latach 1998–2010.